# Municipio de Illinois (condado de Pope)
El municipio de Illinois (en inglés: Illinois Township) es un municipio ubicado en el condado de Pope en el estado estadounidense de Arkansas. En el año 2010 tenía una población de 29813 habitantes y una densidad poblacional de 211,89 personas por km².

## Geografía
El municipio de Illinois se encuentra ubicado en las coordenadas 35°16′7″N 93°8′17″O / 35.26861, -93.13806. Según la Oficina del Censo de los Estados Unidos, el municipio tiene una superficie total de 140.7 km², de la cual 125.06 km² corresponden a tierra firme y (11.12%) 15.64 km² es agua.

## Demografía
Según el censo de 2010, había 29813 personas residiendo en el municipio de Illinois. La densidad de población era de 211,89 hab./km². De los 29813 habitantes, el municipio de Illinois estaba compuesto por el 84.32% blancos, el 5.33% eran afroamericanos, el 0.66% eran amerindios, el 1.51% eran asiáticos, el 0.03% eran isleños del Pacífico, el 5.85% eran de otras razas y el 2.29% pertenecían a dos o más razas. Del total de la población el 10.6% eran hispanos o latinos de cualquier raza.